# Низами Гянджеви (станция метро)
«Низами́ Гянджеви́» (азерб. Nizami Gəncəvi) — станция второй (Зелёной) линии Бакинского метрополитена, расположенная между станциями «Элмляр Академиясы» и «28 Мая» и названная в честь поэта и мыслителя XII века, Низами Гянджеви.
От станции линия метрополитена ведёт в Нагорную часть Баку, где расположены важные административные и научные центры.

## Характеристика
Станция открыта отдельно и до открытия в 1985 году участка линии до станции «Мемар Аджеми» была конечной, в наследство от этого, перед станцией остался съезд. «Низами Гянджеви» — последняя станция первой очереди Бакинского метрополитена.
Облицовка внешней части вестибюля станции, как бы встроенного в жилой квартал, окаймлена внизу карнизом из легких алюминиевых листов. Стены кассового зала облицованы белым мрамором, внизу их имеется невысокий цоколь из чёрного мрамора «Улья-Нарошен». Четыре колонны с каннелюрами, поддерживающие плоское перекрытие зала, выполнены из анодированного под бронзу алюминия. Пол кассового зала облицован чёрным гранитом «лабрадор» и бело-розовым мрамором «газган».
В оформлении внутренней части станции применили лучшие образцы национальной архитектуры. Станцию украшают мозаичный портрет Низами и панно на темы из его произведений (автор — народный художник СССР Микаил Абдуллаев).
При подъезде к станции в вагонах звучит фрагмент из романса «Без тебя» (азерб. Sənsiz) композитора Узеира Гаджибекова.

Мозаичные рисунки, изображающие героев «Хамсе» Низами Гянджеви
Сказка о кирпичнике («Сокровищница тайн»)
Подвиг Бахрама («Семь красавиц»)
Бахрам и дракон («Семь красавиц»)
Султан Санджар и старуха («Сокровищница тайн»)
Хосров и Ширин («Хосров и Ширин»)
Лейли и Меджнун («Лейли и Меджнун»)